# Рева, Виталий Григорьевич
 Вита́лий Григо́рьевич Ре́ва  (укр. Віталій Григорович Рева; род. 19 ноября 1974, Днепропетровск) — украинский футболист, вратарь. Заслуженный мастер спорта Украины (2005).

## Биография
Сын бывшего Министра Украины по вопросам чрезвычайных ситуаций и по делам защиты населения от последствий Чернобыльской катастрофы в 2002—2005 годах генерал-полковника внутренней службы Григория Ревы, назван в честь известного футболиста Виталия Хмельницкого.
Первый тренер — В. С. Мусиенко. Начинал играть в футбол в школе «Днепр-75» (Днепропетровск). С 1993 по 2007 год играл за клубы «Полиграфтехника» (Александрия), ЦСКА (Киев), «Динамо» (Киев) и «Таврия» (Симферополь).
Летом 2007 года перешёл в киевский «Арсенал». В июле 2008 года сыграл сотый «сухой» матч в чемпионате Украины и стал четвёртым вратарём, которому покорился этот рубеж. Летом 2011 года перешёл в киевскую «Оболонь», в команде провёл полгода. Летом 2012 года подписал контракт с криворожским клубом «Кривбасс».
25 июля 2021 года сыграл весь матч за команду «Левый берег» (Киев) в рамках 1-го тура Второй лиги. Таким образом, Рева вернулся на профессиональный уровень (не играл 8 лет).
Выступал за национальную сборную Украины, сыграл 9 матчей, в которых пропустил 10 голов. Дебютировал в национальной команде 06.10.2001 в матче отборочного турнира чемпионата мира 2002 года против сборной Польши (1:1).

## Достижения
- Чемпион Украины (2): 2002/03, 2003/04
- Обладатель Кубка Украины (2): 2002/03, 2004/05
- Финалист Кубка Украины (2): 1997/98, 2000/01
- Лучший вратарь Украины (2): 2001, 2002[7]
- Член вратарского Клуба имени Евгения Рудакова: 164 матча без пропущенных мячей[8].